# Staining
Staining, auch Staininggraben, war eine Ortschaft in der österreichischen Gemeinde Hüttenberg im Bezirk Sankt Veit an der Glan in Kärnten.

## Lage
Die Ortschaft lag im Nordosten des Bezirks Sankt Veit an der Glan, mitten in der Gemeinde Hüttenberg, auf dem Gebiet der Katastralgemeinde Knappenberg, südlich oberhalb des Heftbachs auf einer Höhe von etwa 1090 m ü. A. Am Wanderweg von Gossen nach Großkoll sind noch spärliche Ruinen der Ortschaft zu sehen.

## Geschichte
Der Ort gehörte ab der Gründung der Gemeinden 1850 zur Gemeinde Hüttenberg. Erz, das weiter oben am Hüttenberger Erzberg gefördert wurde, wurde von Andreaskreuz über die Andreaskreuzbremse, an deren Fuß Staining lag, und dann weiter über die Barbarabremse in die Heft befördert.
Der Ort wurde in der zweiten Hälfte des 20. Jahrhunderts aufgegeben.

## Bevölkerungsentwicklung
Für die Ortschaft ermittelte man folgende Einwohnerzahlen:
- 1880: 8 Häuser, 97 Einwohner[1]
- 1890: 9 Häuser, 111 Einwohner[2]
- 1900: 11 Häuser, 89 Einwohner[3]
- 1910: 9 Häuser, 53 Einwohner[4]
- 1923: 8 Häuser, 73 Einwohner[5]
- 1934: 76 Einwohner[6]
- 1961: 1 Haus, 4 Einwohner[7]